# Straßenbahn Douai

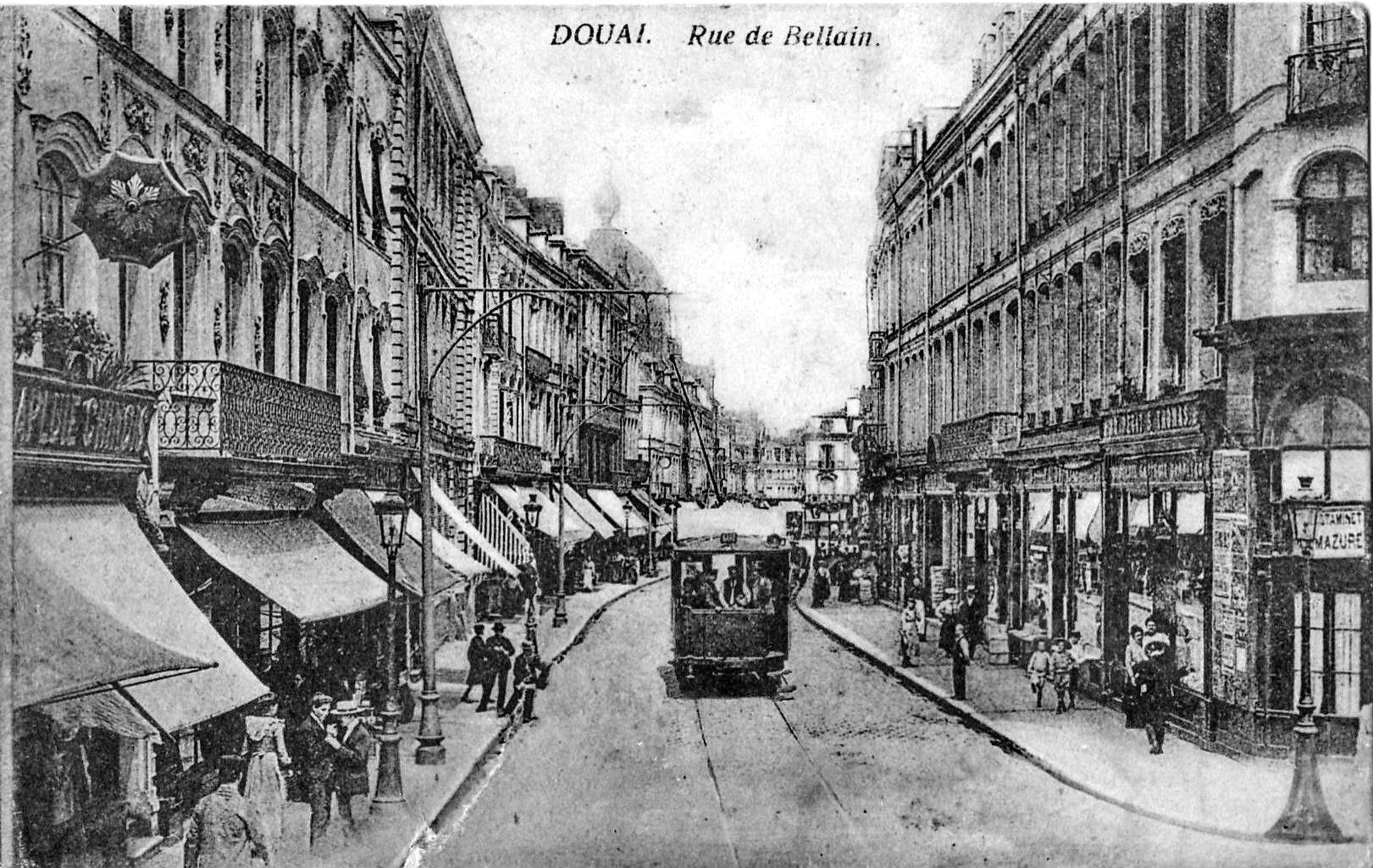
Straßenbahn in der Rue de Bellain (um 1915)

Die ehemalige  Straßenbahn Douai war jahrzehntelang das öffentliche Verkehrsmittel in dieser nordfranzösischen Stadt, die vor dem Ersten Weltkrieg rund 36.000 Einwohner zählte.

## Geschichte
Im Jahr 1898 eröffnete die „Compagnie des tramways électriques de Douai“ eine normalspurige elektrische Straßenbahn. Das Netz bestand aus zwei Strecken, die sich an der Place d’Armes (Paradeplatz) kreuzten.
Eine am 30. Oktober 1898 eröffnete Linie führte vom Stadtviertel Dorignies im Norden am Scarpe-Kanal entlang Richtung Stadtzentrum, wo sie an der Esplanade vorbei zum Marché aux Poissons (Fischmarkt) kam und nun in östlicher Richtung über die Place d’Armes und die Porte de Valenciennes verlief. Über Dechy erreichte die Bahn Guesnain, wo sich das Depot befand, und endete in der südlich davon gelegenen Gemeinde Sin-le-Noble; dort befand sich – ebenso wie in Dorignies – eine Station der Bahnstrecke Lille – Douai – Cambrai.
Mit der Eröffnung der folgenden Strecken war am 29. August 1899 das Netz von rund 21 Kilometern Länge vollendet: Von Guesnain wurde die schon bestehende Strecke über Lewarde und Auberchicourt bis zum Bahnhof von Aniche verlängert, der an der Bahnstrecke Somain – Cambrai liegt. Innerhalb der Stadt verband eine kurze Linie den Bahnhof Douai mit der Place l’Hériller. Diese Verbindung wurde nach relativ kurzer Zeit wieder stillgelegt.
Um 1930 endete auch der Betrieb auf dem Abschnitt Guesnain – Aniche, so dass nun wieder lediglich die als erste eröffnete Strecke Dorignies – Sin-le-Noble übrig blieb. Sie wurde noch bis in das Jahr 1950 betrieben. Daraufhin übernahmen Busse den Betrieb.
Der Fahrzeugpark bestand aus 21 zweiachsigen Triebwagen und 9 Beiwagen. In den Triebwagen, welche auf Fives-Lille Drehgestelle montiert waren, befanden sich 40 Sitzplätze.